# Solidaire du Chocolat
La Solidaire du Chocolat est une transat sportive, solidaire et événementielle entièrement destinée aux Class40. Créée à l'initiative du skipper Damien Grimont (organisateur du Record SNSM), elle relie la Loire-Atlantique à la province du Yucatan au Mexique.

## Origine
Cette transat relie Nantes / Saint-Nazaire à Progreso dans la province du Yucatan au Mexique, soit 5 000 milles nautiques (9 260 km). 
Cela permettra de raviver l'ancienne « route maritime du chocolat », empruntée notamment par le plus vieux trois-mâts barque français Belem, qui jadis transporta dans ses cales les fèves de cacao venues d'Amérique et destinées à la chocolaterie Menier.
Le chocolat et la culture mexicaine sont donc à l'honneur dans les villages de départ ainsi que tout au long de la course, dont le départ est donné en présence du Belem.

## Sportive
Cette course est destinée aux Class40. Ces monocoques d'une douzaine de mètres sont armés par un équipage solidaire (1 skipper, 1 équipier, 1 représentant d’une association solidaire, la personnalité qui la soutient et son mécène) lors du prologue entre Nantes et Saint-Nazaire, puis en équipage double tout au long de la course.
Tout au long des 5 000 milles de la course, les skippers et leurs équipiers traversent l'Océan Atlantique en longeant l'archipel des Açores, puis pénètrent dans la mer des Caraïbes avant d'atteindre la péninsule du Yucatan, une province du Mexique riche de sa culture Maya et de son histoire.

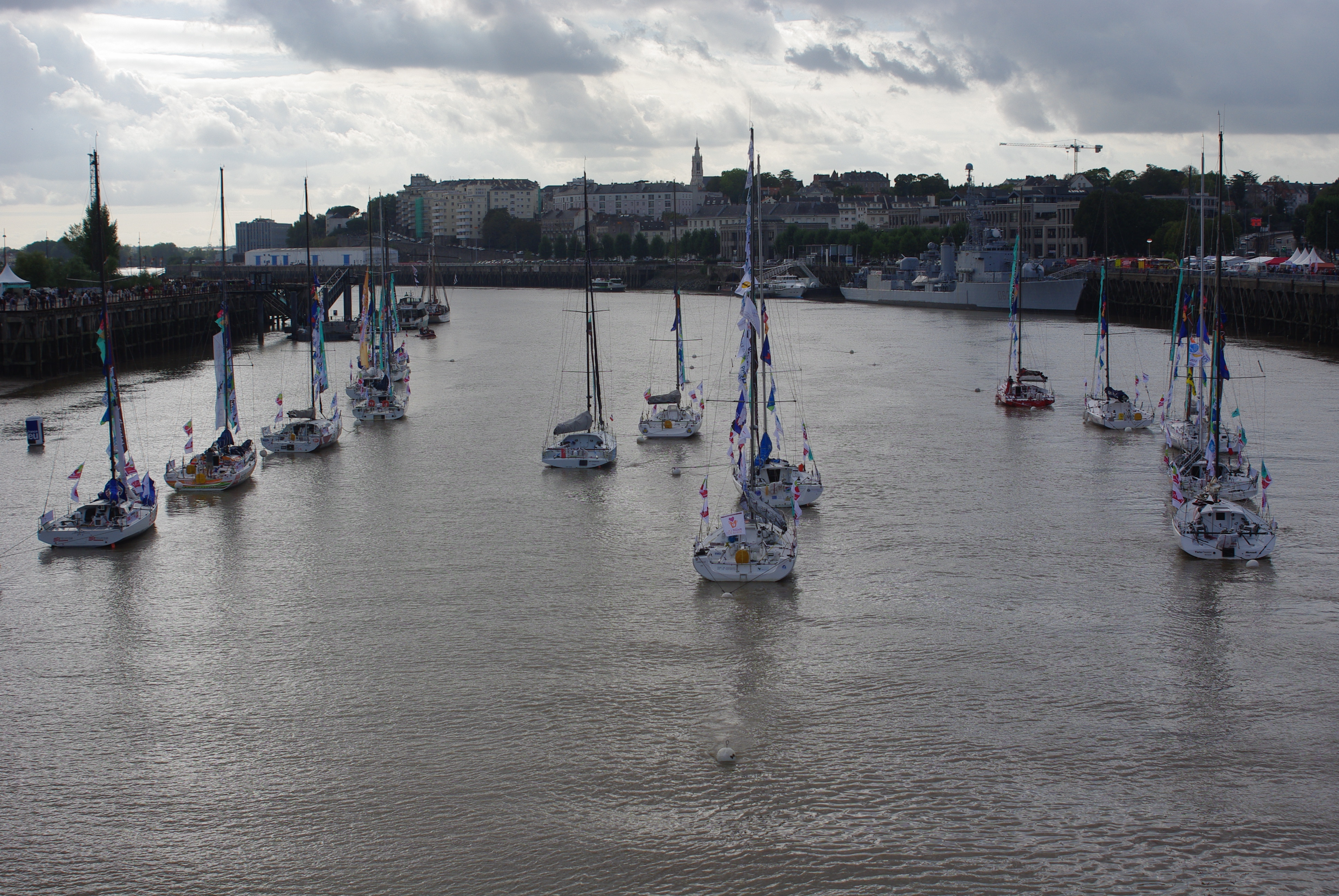
Les Class'40 réunis à Nantes le 10 octobre 2009 en compagnie du Belem

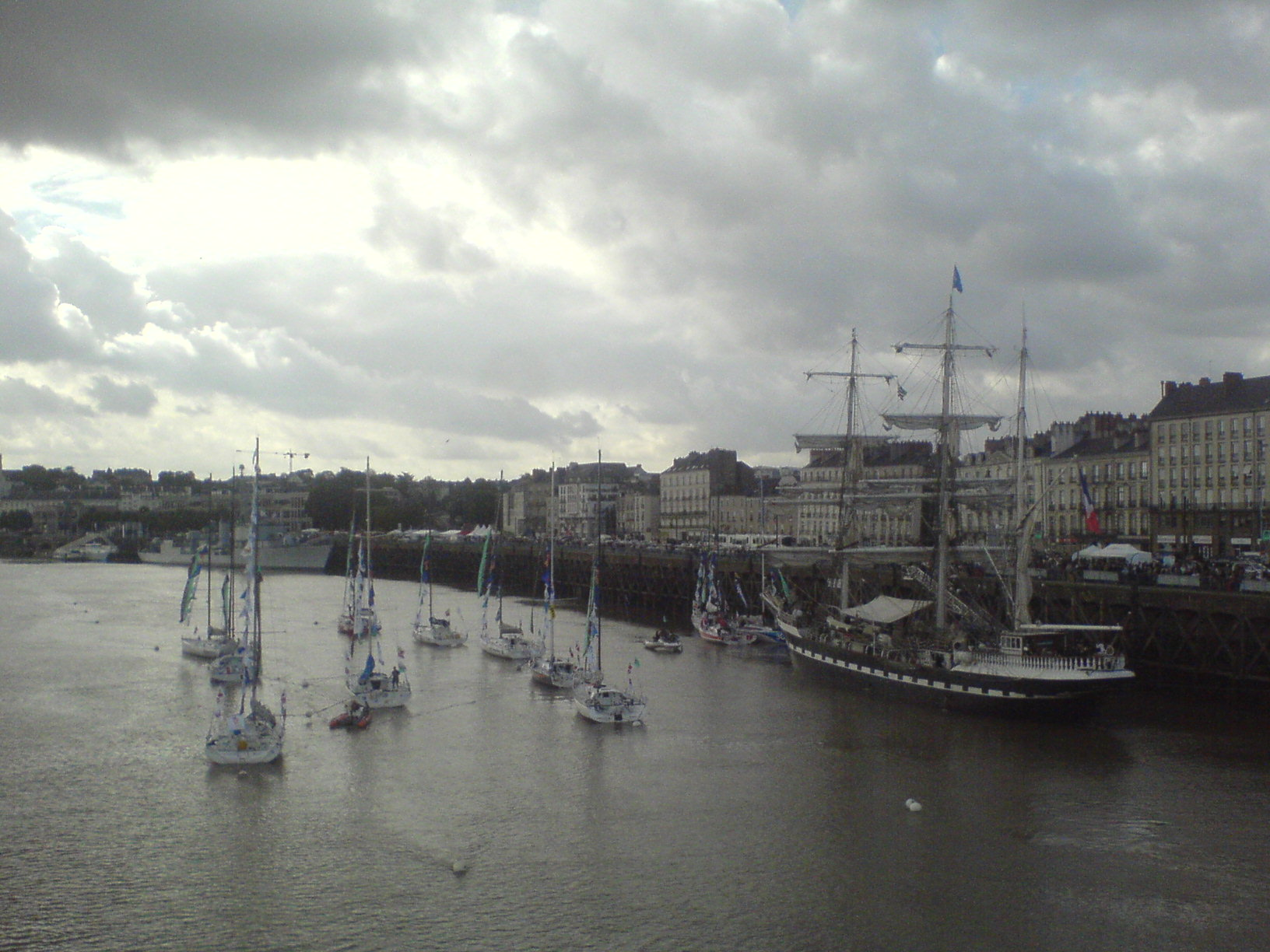
Le trois-mâts barque nantais Belem et une partie de la flottille des Class'40

## Éditions

### La première - 2009
La première édition de la Solidaire du Chocolat a débuté le vendredi 9 octobre 2009, lorsque les bateaux sont arrivés dans le port de Nantes et qu'ils se sont établis dans le bras de la Madeleine en soirée, accompagnés du Belem. C'est également ce jour que s'est ouvert le village solidaire sur le parvis des nefs de l'Île de Nantes.
Le trois-mâts nantais a d'ailleurs inauguré son nouveau ponton. En effet, lors de ses précédentes venues dans la cité des ducs, le Belem accostait le long du quai de l'Aiguillon, où une plate-forme flottante et une coupée lui étaient réservées à la sortie du centre-ville. Ces installations, quelque peu vétustes, et gênant la navigation ont conduit la municipalité à déplacer la plate-forme en amont, pratiquement en centre-ville au pied du Pont Anne-de-Bretagne (frontière entre domaine maritime et domaine fluvial). À cette plate-forme s'ajoutent un nouveau ponton flottant attenant d'une cinquantaine de mètres et une solide coupée permettant d'accéder au quai de la Fosse.
Le départ de la course a été donné le 18 octobre à Saint-Nazaire. Ce sont les animateurs de télévision Sophie Davant et Laurent Bignolas qui ont déclenché le coup de canon libérateur. 24 bateaux et 48 skippers sont au départ.
La première édition a été remportée par Tanguy de Lamotte & Adrien Hardy.

### La deuxième édition - 2012
La deuxième édition a été remportée par Jörg Richters et Marc Lepesqueux et leur monocoque Mare.